# Sycorax kalengoensis
Sycorax kalengoensis är en tvåvingeart som beskrevs av Wagner 1979. Sycorax kalengoensis ingår i släktet Sycorax och familjen fjärilsmyggor.
Artens utbredningsområde är Kongo. Inga underarter finns listade i Catalogue of Life.